# Montgomeryshire and Glyndŵr
Maldwyn a Glyndŵr
Maldwyn a Glyndŵr
Montgomeryshire and Glyndŵr, également connu sous le nom alternatif de Maldwyn a Glyndŵr, est une division électorale britannique envoyant un représentant à la Chambre des communes à partir des élections générales de 2024.
C'est une Circonscription de comté érigée à la suite d’un décret de 2023 permettant le morcellement du pays de Galles en 32 sièges.

## Histoire
Dans le cadre de la révision des circonscriptions parlementaires de 2023, le rapport final de la commission des limites pour le pays de Galles préconise la création de Montgomeryshire and Glyndŵr (également désigné sous le nom alternatif de Maldwyn a Glyndŵr) à partir de quarante-six sections électorales comprises dans deux circonscriptions existantes : douze relevant de celle de Clwyd South et trente-quatre de Montgomeryshire.
Montgomeryshire and Glyndŵr est érigé comme circonscription de comté par le Parliamentary Constituencies Order 2023 à partir de portions de territoires de deux zones principales, le comté du Powys (portion de trente-quatre sections électorales) et le borough de comté de Wrexham (portion de douze sections électorales).

## Description

### Toponymie
La circonscription tire son nom des districts de Glyndŵr et du Montgomeryshire. Elle dispose d’un nom alternatif, Maldwyn a Glyndŵr.

### Données démographiques
Selon le rapport final sur la révision périodique des circonscriptions parlementaires de la commission des limites pour le pays de Galles, la circonscription détient 74 223 électeurs (données 2020) sur une superficie estimée de 2 379 km2.
D’après le dernier recensement de la population en vigueur (2021) publié par l’Office for National Statistics en 2022, la circonscription admet une population résidentielle totale (all usual residents en anglais) de 97 791 habitants. Montgomeryshire and Glyndŵr comprend plusieurs zones urbanisées (built-up areas en anglais) de plus de 10 000 habitants, classées comme « petites agglomérations » : Rhosllannerchrugog (12 785) et Newtown (10 885),.

## Représentation
| Législature | Période | Période | Membre | Groupe | Fonction |
| ----------- | --- | --- | --- | --- | --- |
| LIXe        | Cycle parlementaire devant être ouvert au plus tard à partir du 28 janvier 2025, date limite de la tenue des prochaines élections générales des Communes | Cycle parlementaire devant être ouvert au plus tard à partir du 28 janvier 2025, date limite de la tenue des prochaines élections générales des Communes | Cycle parlementaire devant être ouvert au plus tard à partir du 28 janvier 2025, date limite de la tenue des prochaines élections générales des Communes | Cycle parlementaire devant être ouvert au plus tard à partir du 28 janvier 2025, date limite de la tenue des prochaines élections générales des Communes | Cycle parlementaire devant être ouvert au plus tard à partir du 28 janvier 2025, date limite de la tenue des prochaines élections générales des Communes |

## Résultats électoraux
| Candidat                   | Candidat            | Étiquette           | Parti               | Vote | Vote | Vote |  |
| Candidat                   | Candidat            | Étiquette           | Parti               | Voix | %    | ±    |  |
| -------------------------- | ------------------- | ------------------- | ------------------- | ---- | ---- | ---- |  |
|                            |                     | CON                 | Parti conservateur  |      |      | ND   |  |
|                            |                     | PC                  | Plaid Cymru         |      |      | ND   |  |
|                            |                     | LAB                 | Parti travailliste  |      |      | ND   |  |
|                            |                     | LIB DEM             | Démocrates libéraux |      |      | ND   |  |
|                            |                     |                     |                     |      |      |      |  |
| Majorité                   | Majorité            | Majorité            | Majorité            |      |      | ND   |  |
| Transfert de Butler        | Transfert de Butler | Transfert de Butler | Transfert de Butler |      |      | ND   |  |
|                            |                     |                     |                     |      |      |      |  |
| Corps électoral            |                     |                     |                     |      |      |      |  |
| Abstention, blancs et nuls |                     |                     |                     |      |      |      |  |
| Exprimés                   | Exprimés            | Exprimés            | Exprimés            |      |      | ND   |  |